# 林国文
林国文（1963年—），汉族，中华人民共和国政治人物、第十一届全国政协委员。
担任香港华宝集团董事局主席。2008年，当选第十一届全国政协委员，代表特邀香港人士，分入第五十二组。并担任社会和法制委员会专委。